# Glashütte Klein Süntel

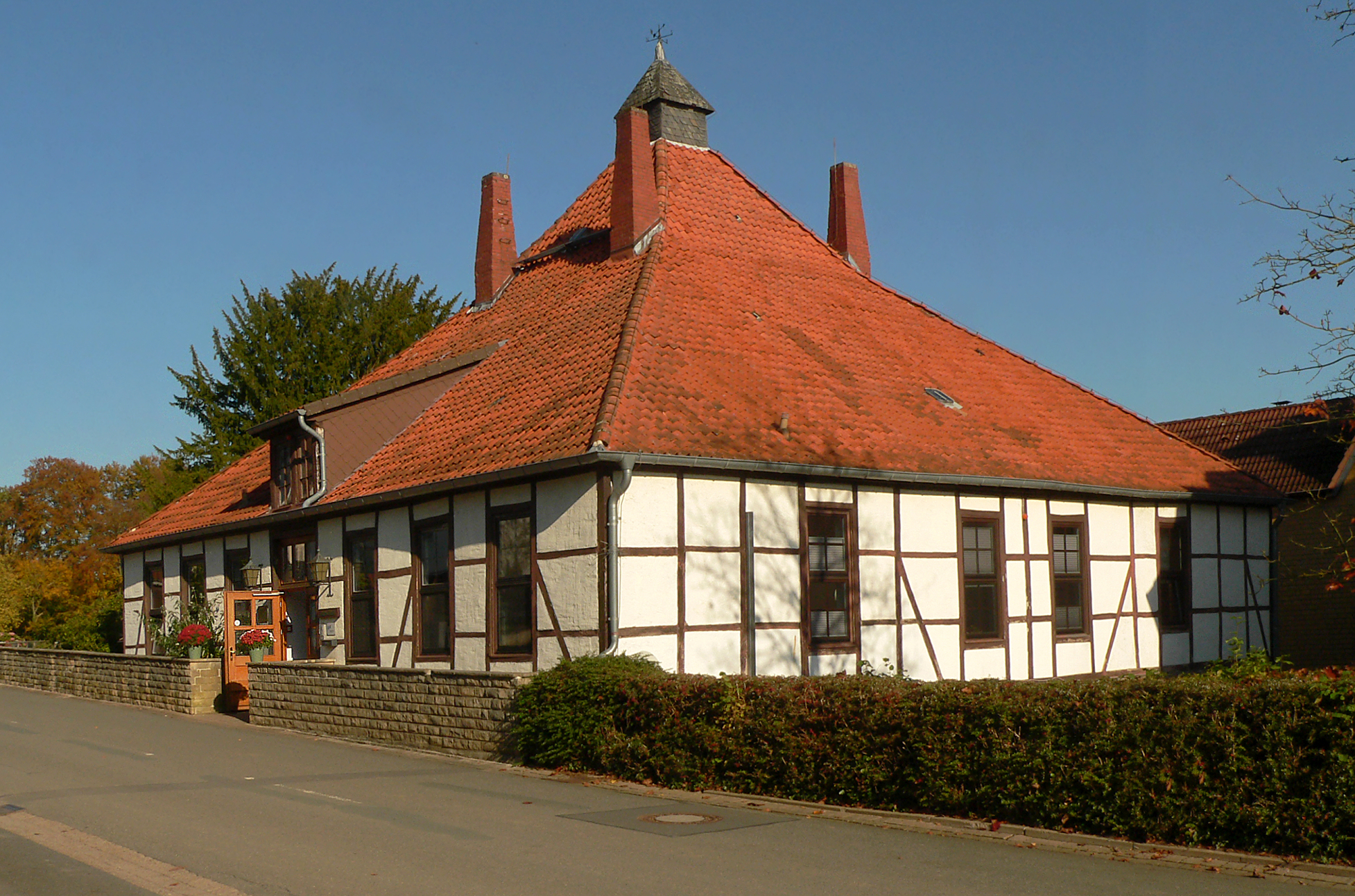
Das ehemalige Glashüttengebäude, später zum Herrenhaus für den Glashüttenbesitzer umgebaut

Die Glashütte Klein Süntel war eine neuzeitliche, um das Jahr 1620 erstmals urkundlich erwähnte Glashütte am südöstlichen Hang des Süntels in Klein Süntel, einem heutigen Ortsteil von Bad Münder in Niedersachsen. Sie wurde in ihrer rund 250-jährigen Geschichte mehrmals zerstört und wieder neu aufgebaut, so dass die Produktion nicht kontinuierlich verlief, sondern von vielen Unterbrechungen gekennzeichnet war. Die Hütte produzierte bis zu ihrer Stilllegung 1886 Grünglas, das als Hohlglas in Form von Flaschen in großer Stückzahl bis nach Amerika exportiert wurde. Sie gilt in der Deister-Süntel- und Osterwald-Region in Niedersachsen unter sieben Glashütten als früheste Gründung. Wegen ihrer Bedeutung für die Regional- und Industriegeschichte werden die Bodenreste der Glashütte seit dem Jahr 2011 archäologisch erforscht.

## Lage und Baulichkeiten
Als Standort der Glashütte wurde damals ein erhöhtes und freiliegendes Gelände am Süd-Osthang des Süntels gewählt. Die starken Winde in der Höhe dienten der Luftzufuhr für das Feuer zum Glasschmelzen. Dafür gab es in Klein Süntel, wie auch bei anderen Glashütten, gemauerte Schürkanäle unter der Erde, was die bisherigen archäologischen Untersuchungen belegen. In Ortsnähe wurde im Süntel Steinkohlebergbau betrieben. Die geförderte Kohle wurde nach Überlieferungen ab den 1830er Jahren, möglicherweise aber bereits im 17. Jahrhundert, in der Glashütte als Energieträger zum Glasschmelzen eingesetzt. In unmittelbarer Nähe der Glashütte lag eine Ziegelei.

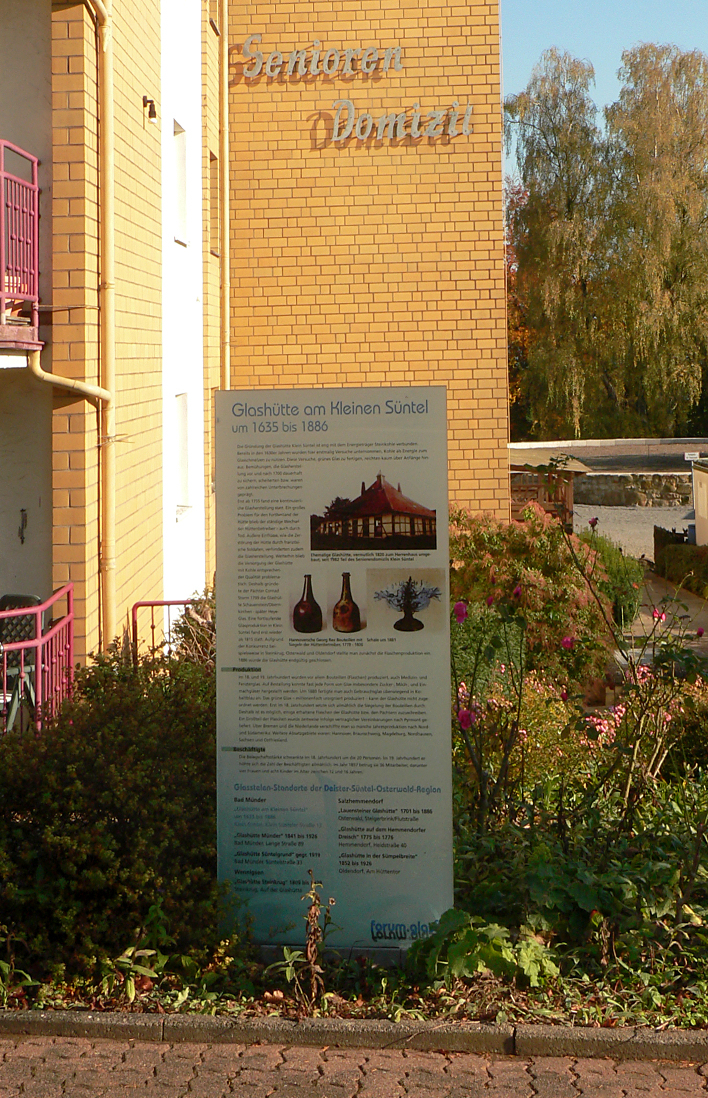
Informationstafel als Glasstele am früheren Grundstück der Glashütte

Ein noch heute vorhandenes Bauwerk der Glashütte ist ein ehemaliges Produktionsgebäude unmittelbar an der Hauptstraße in Klein Süntel. Es war später das Wohnhaus des jeweiligen Glashüttenbesitzers und wurde um 1820 zum Herrenhaus umgebaut. Seit 1982 dient es als Verwaltungstrakt für die angrenzende Seniorenresidenz, die in den 1980er Jahren auf dem ehemaligen Glashüttengelände errichtet wurde.
Obwohl von einer oder zwei im Ort befindlichen Glashütten mit mehreren Manufakturgebäuden auszugehen ist, haben sich weitere Baulichkeiten oberirdisch nicht erhalten. Dagegen finden sich im Boden noch Reste von Anlagen, wie die bisherigen archäologischen Untersuchungen ergaben. Die dabei entdeckten Reste eines Glashüttengebäudes unter einem grasbewachsenen Hügel korrespondieren mit einer Schilderung in der Chronik von Flegessen, wonach etwa in diesem Bereich 1820 der Hamelner Kaufmann Johann Eduard Hentig auf einer früheren Hüttenhalde eine neue Glashütte errichtete, die bis 1886 in Betrieb war. Ein steinerner Pferdestall der Hüttenanlage wurde etwa in den 1980er Jahren abgerissen. Diese Steine wurden in jüngster Zeit für ein dekoratives Blumenrondell an dieser Stelle weiterverwendet.

## Geschichte
Nach neueren Erkenntnissen wurde eine Glashütte in Klein Süntel erstmals um 1620 erwähnt, dem früheren Erkenntnisstand zufolge erst um 1638. Standortfaktoren für den Betrieb einer Glasmanufaktur an diesem Ort war das Vorhandensein von Rohstoffen, wie Holz und Steinkohle aus dem Süntel, Quarzsand für das Glas, Sandstein für den Bau des Ofens und Ton für die Glashäfen als Schmelzgefäße. Lieferungsengpässe gab es häufig bei Salz und Pottasche.
Einer schriftlichen Überlieferung zufolge kam es zu Beginn des Dreißigjährigen Krieges (1618–1648) bei Kriegshandlungen im Raum Bad Münder zur Zerstörung der Hütte, so dass die Glasherstellung eingestellt wurde. Zuvor soll es bereits Versuche gegeben haben, statt Holz Steinkohle aus dem Süntel zum Glasschmelzen einzusetzen, was zu dieser Zeit noch eine problembehaftete Technologie war. Erst 1680 ist die Hütte wieder aufgebaut worden. 1718 wurde erneut eine Glashütte in Klein Süntel angelegt, die im Siebenjährigen Krieg – also etwa um 1760 – zweimal von Franzosen beschädigt wurde. In dieser Zeit bestand die Hütte aus einer oberen und einer rechten Glashütte sowie einem Wohnhaus. Da die Gebäude in einem schlechten Zustand waren, wurden sie 1769 durch einen Neubau mit Nebengebäuden ersetzt.
Während des rund 250-jährigen Bestehens der Glashütte in Klein Süntel gab es keine ununterbrochene Glasherstellung. Es kam zu längeren Unterbrechungen wegen häufiger Inhaberwechsel, Inhaberüberschuldungen, Kriegsereignissen, mangelnder Rohstoffversorgung und technischer Probleme. Vor allem während des 17. Jahrhunderts und beginnenden 18. Jahrhunderts gab es lange Perioden der Inaktivität; zeitweise wegen des zum Erliegen gekommenen Kohleabbaus im Süntel. Eine dauerhafte Produktion setzte erst um 1755 ein, und nach einer weiteren Pause wiederum ab 1815, als der Hamelner Kaufmann Johann Eduard Hentig die Hütte übernahm. Zu dieser Zeit bestand das Unternehmen aus dem Glashüttengebäude, dem Glasmagazin, der Glasmeisterwohnung, einem Stall, einem Nebengebäude und einem Wohnhaus. 1820 wurde eine neue Glashütte auf der früheren Hüttenhalde errichtet, wobei es sich um die bisher archäologisch untersuchten Gebäudereste handeln dürfte.
Weitere Glashütten in der Region bestanden in den damaligen Orten Münder (Süntelgrund und Münder), Osterwald (Lauensteiner Glas), Steinkrug (Glashütte Steinkrug), Hemmendorf (Hemmendorfer Dreisch) und Oldendorf (In der Sümpelbreite).

### Produktion

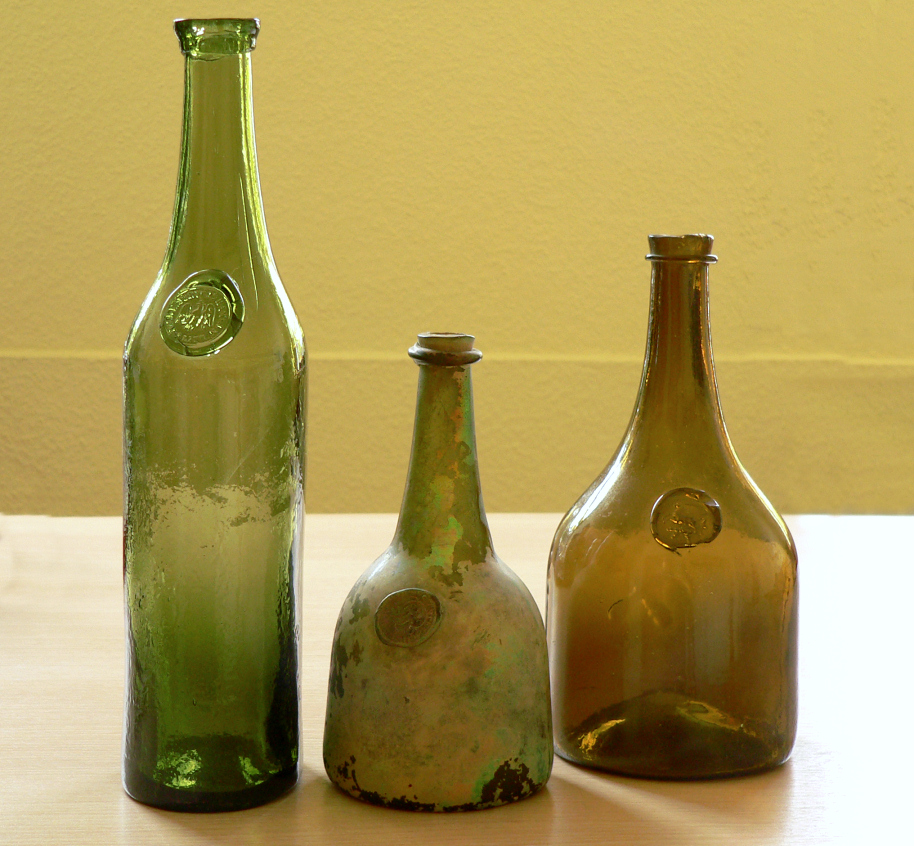
Gesiegelte Glasflaschen der Glashütte, links Getränkeflasche von 1875 mit Preußischem Adler, rechts zwei hannoversche Bouteillen von 1800 und 1767 mit Welfenross

Die Hütte wurde Anfang des 17. Jahrhunderts zur Herstellung von Gebrauchsglas (damals vor allem Grünglas in Form von Flaschen) gegründet. Im Gegensatz dazu gab es in derselben Region das Lauensteiner Glas der Glashütte Osterwald. Sie stellte Feinglas für den hannoverschen Hofstaat und das Kurfürstentum Hannover her. Für die Glashütte Klein Süntel waren Flaschen das Hauptprodukt während ihrer gesamten Produktionszeit. Dazu zählen vor allem hannoversche Bouteillen, die ein Siegel mit dem Welfenross aufwiesen. Für diese Flaschen hatte die Hütte in der Mitte des 18. Jahrhunderts vermutlich das Monopol des Kurfürstentums Hannover inne. Im 18. Jahrhundert bekamen die Flaschen allmählich ein Siegel aus Glas, das die Glashütte oder den jeweiligen Fabrikanten als Hersteller kennzeichnete. Dies geschah auf hoheitliche Anordnung wegen des zunehmenden Schankbetrugs durch die Herstellung von zu kleinen Flaschen. Siegelbeschriftungen der Klein Sünteler Hütte lauteten beispielsweise GL. FAB. A. Suntel (Glasfabrik am Suntel) um 1780 oder Suntelsche GL.H. (Suntelsche Glashütte) um 1800. Ein kurfürstliches Dekret von 1771 schrieb der Hütte außerdem vor, als Hoheitszeichen die Initialen GR für Georg Rex im Siegel zu verwenden, was bis 1818 gebräuchlich war.
Im 19. Jahrhundert produzierte die Glashütte im großen Stil auch Medizinflaschen. In geringerem Maß und auf Bestellung wurde Flachglas gefertigt; ebenso Einmachgläser sowie Schnaps- und Bierflaschen. Als Herstellungsmethode gab es in der Anfangszeit nur das Glasmachen durch mundblasen, später wurde Pressglas gefertigt. In ihren produktivsten Zeiten Mitte des 19. Jahrhunderts stellte die Hütte jährlich bis zu 350.000 Flaschen und 500.000 Medizinflaschen her. Um 1880 wurde Gebrauchsglas vor allem in kobaltblau hergestellt. 1886 als dem letzten Betriebsjahr wurden nach Erkenntnissen von Historikern über 1,2 Millionen Flaschen hergestellt.
Absatzgebiete für die Glasproduktion waren Braunschweig, Bremen, Hannover, Magdeburg, Nordhausen, Sachsen, Ostfriesland und die Niederlande. Oft wurde die gesamte Jahresproduktion aufgrund von Abnahmeverträgen an bestimmte Partner geliefert. So wurden Flaschen in großer Stückzahl für die Abfüllung von Heilwasser in Pyrmont produziert, oder wurden über Bremen und die Niederlande nach Nord- und Südamerika verschifft.
Einzelne Flaschen aus der Produktion der Glashütte Klein Süntel sind heute in der Glashütte Gernheim ausgestellt. Einige Flaschen, darunter grün-gelbliche „hannoversche Bouteillen“, befanden sich im Besitz eines Mitglieds des 2006 gegründeten und in Bad Münder ansässigen Vereins Forum Glas. Der Verein kaufte 2021 die Flaschen gemeinsam mit anderem Gebrauchsglas von historischen Glashütten des Weserberglandes an. Sie sollen in Bad Münder im Heimatmuseum im Wettbergschen Adelshof als „Albert-Schwiezer-Gebrauchsglas-Sammlung“ ausgestellt werden.

### Inhaber und Belegschaft
Die Inhaber und Pächter der Glashütte wechselten häufig, was die dauerhafte Produktion beeinträchtigte. Allein im 19. Jahrhundert gab es rund zehn unterschiedliche Betreiber. 1810 schied der Glashüttenpächter Conrad Storm nach 17 Jahren aufgrund von Unstimmigkeiten aus dem Pachtvertrag aus. Er hatte 1799 in Obernkirchen die „Glashütte Schauenstein“ gegründet, die später zur Glashütte Heye gehörte und in jüngerer Zeit zur Ardagh-Gruppe kam. Die Belegschaft in Klein Süntel bestand im Schnitt aus 20 bis 30 Personen. Darunter befanden sich ein Meister und bis zu 12 Gesellen. Mitte des 19. Jahrhunderts gab es bis zu 20 Glasmacher. Weitere beschäftigte Personen waren Frauen und meist jugendliche Einträger. Um 1834/35 produzierte der Bergmeister Christian Rave mit der Witwe Hentig in der Glashütte Bouteille-Glas.

## Archäologische Untersuchungen

### Entdeckung 2011

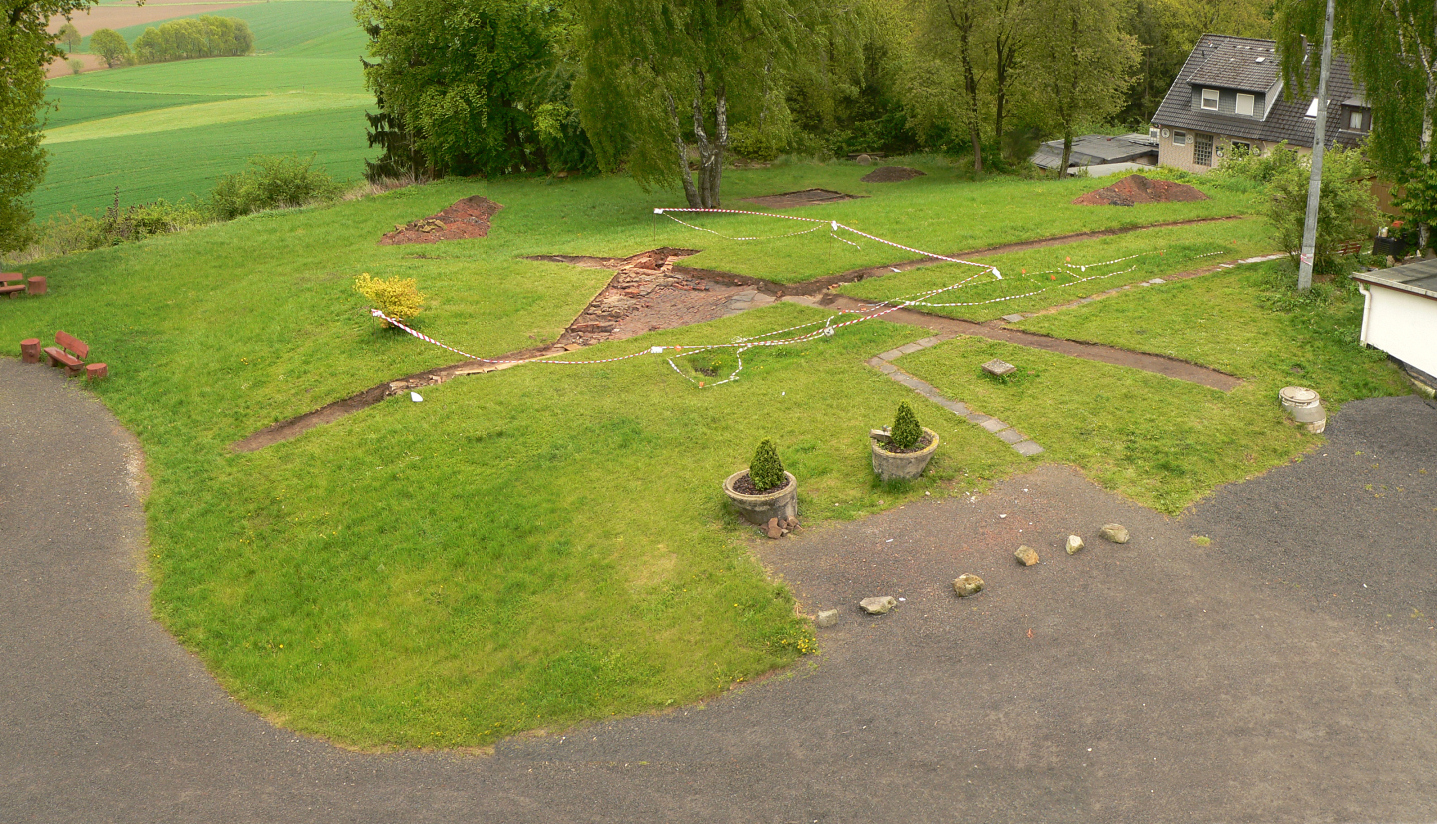
Blick auf den grasbewachsenen Erdhügel mit Grabungsschnitten, 2013

Auf dem Gelände der früheren Glashütte wurde im September 2011 bei Baggerarbeiten ein unterirdischer Gang entdeckt. Er befindet sich unter einem etwa 15 × 30 Meter großen, grasbewachsenen Erdhügel (52° 10′ 3,7″ N, 9° 26′ 21,7″ O) neben der Seniorenresidenz und dem Gebäude der örtlichen Freiwilligen Feuerwehr. Der Gang ist sechs Meter lang, 2,5 Meter hoch und zwei Meter breit. Er weist nicht mehr die ursprüngliche Länge auf, da er an beiden Enden später mit Bruchsteinen zugemauert worden ist. Nach der Vermessung durch einen Denkmalpfleger wurde der Einstieg in den Gang mit einem Kontrollschacht gesichert. Anfangs wurde vermutet, dass es sich um einen früheren Schürkanal zur Belüftung oder Beschickungsstollen der Glashütte handelte.
Der Verein Forum Glas aus Bad Münder, der die Glasgeschichte in der Deister-Süntel-Region erforscht, bekam vom Landkreis Hameln-Pyrmont als unterer Denkmalschutzbehörde das Projektmanagement einschließlich einer Grabungsgenehmigung für die Fundstelle übertragen. Das Niedersächsische Landesamt für Denkmalpflege (NLD) als obere Denkmalbehörde stufte die Örtlichkeit als Bodendenkmal ein und stellte sie durch die Aufnahme in die Denkmalliste unter Denkmalschutz. In Ermangelung eigener finanzieller Mittel empfahl das NLD dem Verein zur weiteren Erkundung geophysikalische Prospektionensmaßnahmen, die nicht in den Boden eingreifen und sich als kostengünstig erweisen.

### Prospektion 2012
Der Verein Forum Glas beauftragte den aus der Süntel-Region stammenden forensischen Archäologen Roland Wessling von der britischen Universität Cranfield mit den Untersuchungen. Sie fanden auf einer Fläche von 40 × 40 Meter im Frühjahr 2012 mittels Georadar und Geoelektrik statt. Im Ergebnis zeichneten sich auf den Bodenbildern vom Untergrund des Grashügels Mauern und Hohlräume ab, die denen der Glashütte Gernheim sehr ähnelten. Da sich die im Boden gesichteten Strukturen mit hoher Wahrscheinlichkeit auf Gebäudereste einer alten Glashütte schließen lassen, entschloss sich der Verein Forum Glas im Herbst 2012 zu einer Testgrabung.

### Ausgrabung 2013

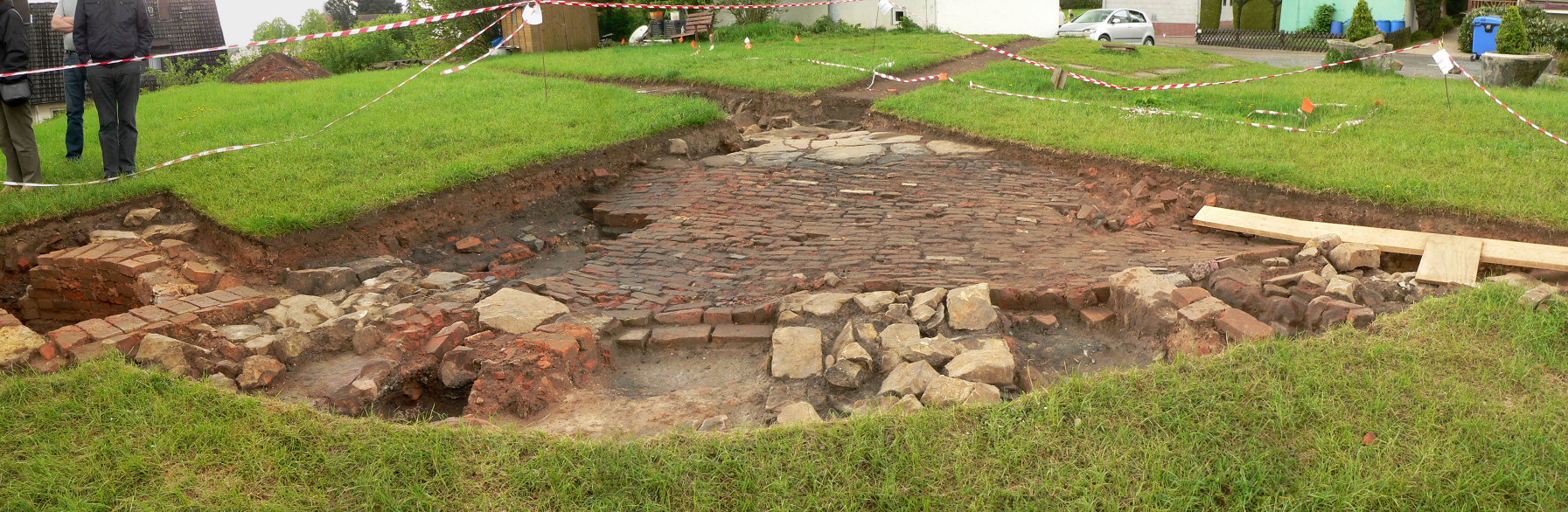
Grabungsfläche, 2013

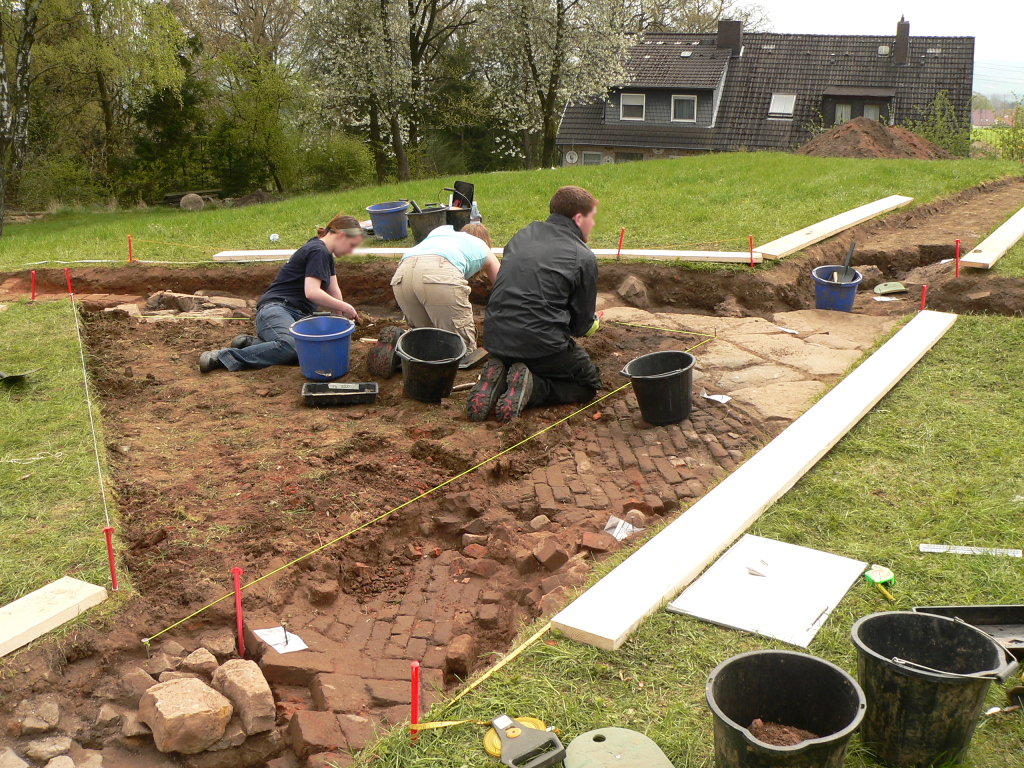
Ausgrabung durch Studenten der Universität Cranfield

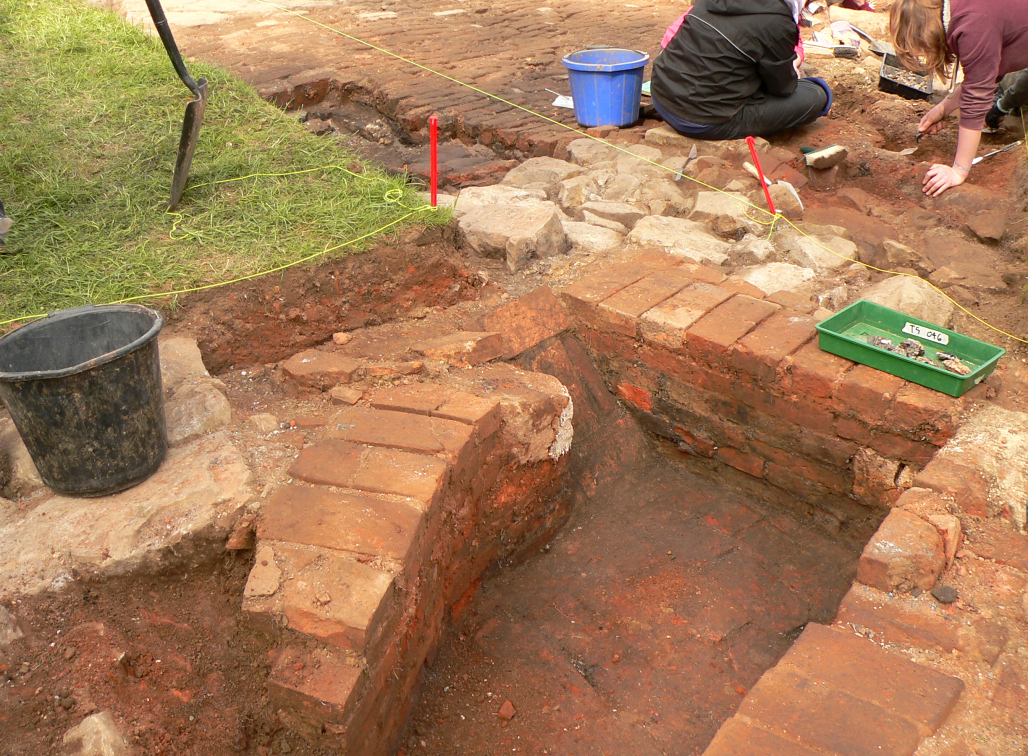
Freigelegtes Ziegelmauerwerk

Im Frühjahr 2013 kam es auf dem früheren Glashüttengelände zu einer fünftägigen Ausgrabung. Sie wurde als Lehrgrabung von 15 Studenten eines Master-Studienganges für forensische Archäologie der Universität Cranfield unter Leitung von Roland Wessling sowie zwei weiteren Dozenten durchgeführt. Bei dem grabungstechnischen Verfahren handelte es sich um eine Sichtungs- oder Testgrabung, bei der nur kleinere fundhöffige Bereiche freigelegt wurden, um Aufschluss über die weiteren Strukturen im Boden zu erhalten. Die Grabungskosten in Höhe von 10.000 Euro trugen größtenteils die Bingo!-Umweltstiftung und der Landkreis Hameln-Pyrmont.
Vor der Grabung wurden in den 2012 prospektierten Grashügel zunächst zwei flache Bodenschnitte eingebracht. Die sich kreuzenden, 30 Meter langen sowie einen Meter breiten Suchschnitte verliefen in Nord-Süd- sowie Ost-West-Richtung. An einer Stelle im Kreuzungsbereich wurde auf etwa 25 m² großflächiger ausgegraben. Dort fanden sich nur wenige Zentimeter unter der Erdoberfläche eine Bodenpflasterung aus rotem Ziegel und Ziegelmauern. Eine weitere Entdeckung war ein Gewölbe als tiefer Hohlraum, der mit dem bereits 2011 entdeckten Gang ein kreuzähnliches Gebilde darstellt. Dies lässt auf Schürgänge schließen, mit denen Zugluft zugeführt wurde, um die Brenntemperatur beim Glasschmelzen zu erhöhen. Ebenso könnte es sich um Gewölbedecken der Glasproduktionskammer handeln. Neben Glas- und Kohleresten sowie großen Mengen an Schlacke wurden auch zwei erhaltene Glasflaschen gefunden. Bei den Flaschen handelt es sich um eine Schlegelflasche aus der Zeit um 1850 und eine Bierflasche um 1870. Ein kreisförmiges Fundament aus Bruchsteinen könnte, einer ersten Annahme der Archäologen der Universität Cranfield zufolge, den Rest eines Glashüttenturms von etwa 10 Meter Durchmesser darstellen. Die Archäologen nahmen einzelne Fundstücke mit nach Großbritannien; dort wurden sie materialtechnisch untersucht.
Nach der Ausgrabung wurde die Grabungsfläche mit einer Gewebeplane abgedeckt und danach mit dem ursprünglichen Bodenaushub wieder bedeckt. Dadurch blieben die freigelegten Fundbereiche geschützt und konnten bei einer weiteren Ausgrabung leicht aufgedeckt werden.

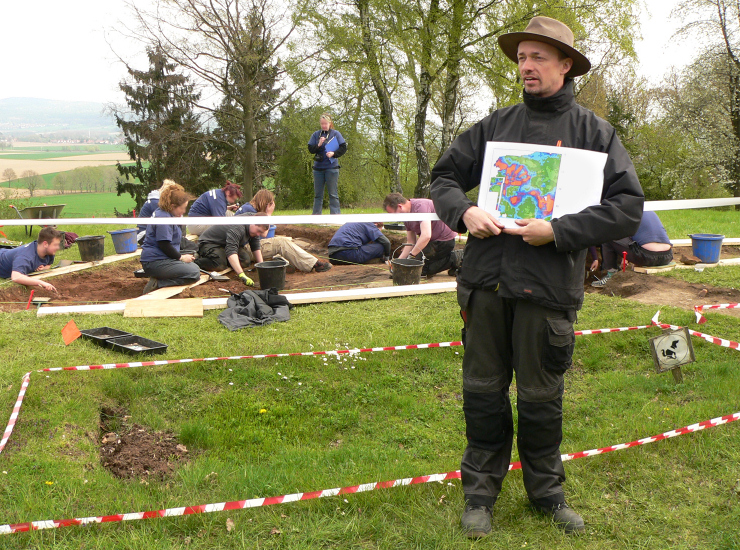
Archäologe Roland Wessling präsentiert das grafische Ergebnis der Prospektion mittels Georadar und Geoelektrik
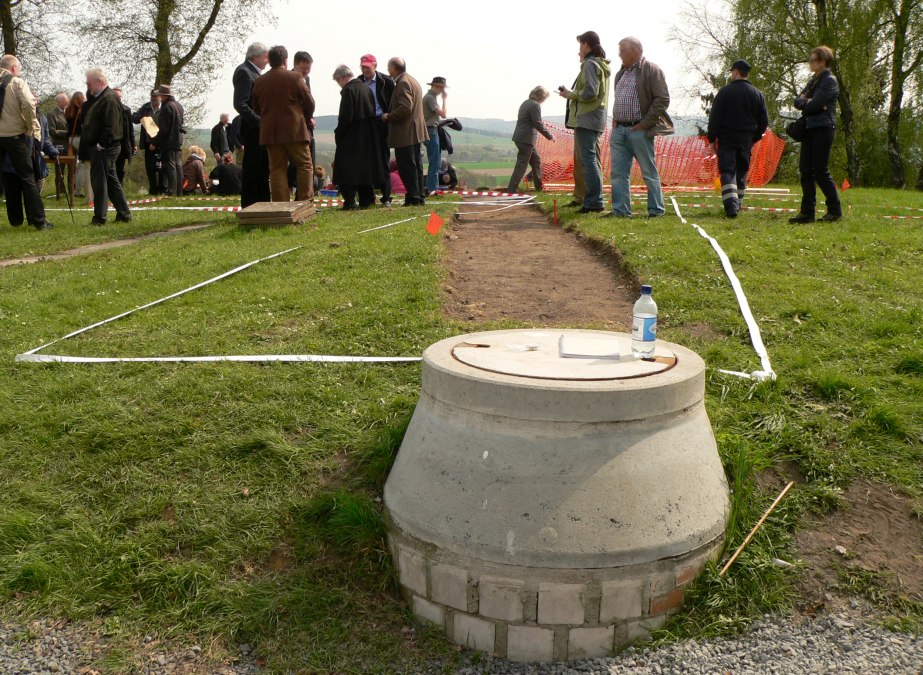
Kontrollschacht über dem 2011 entdeckten unterirdischen Gang, Verlauf weiß markiert
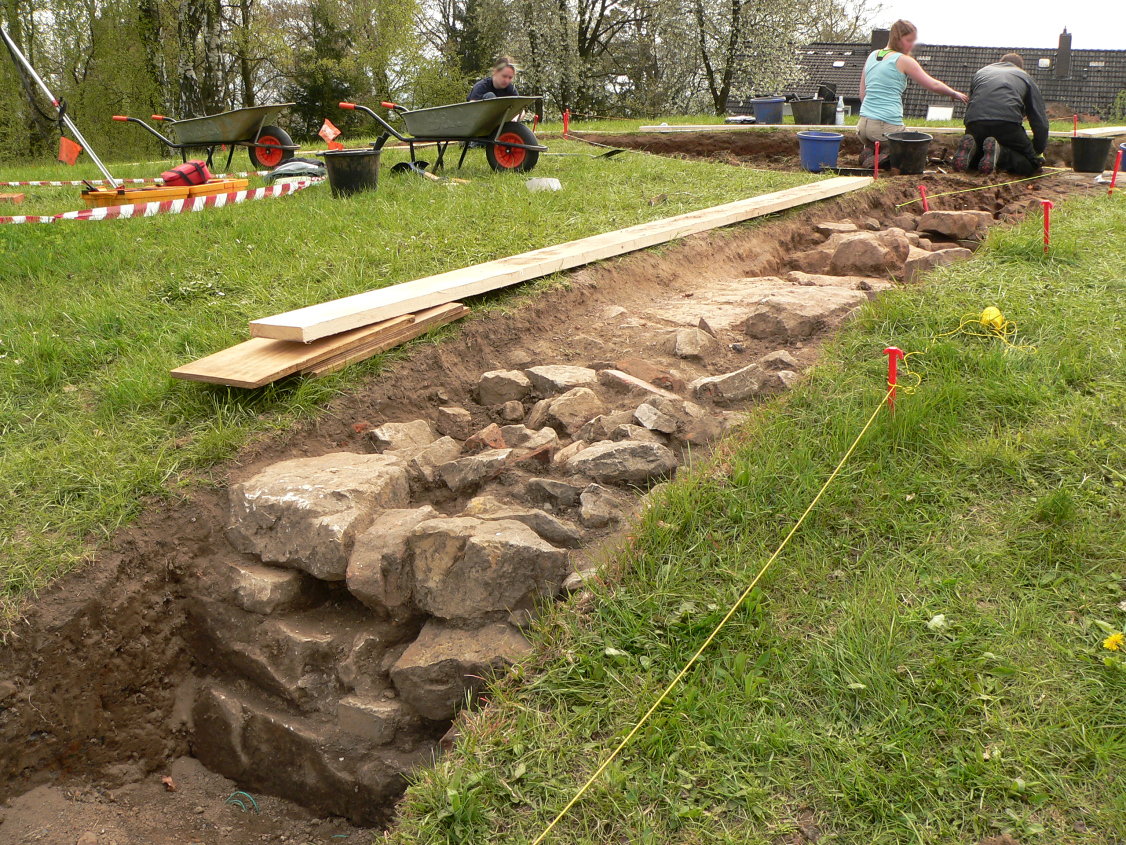
Freigelegte Bruchsteine am Rande des Grashügels
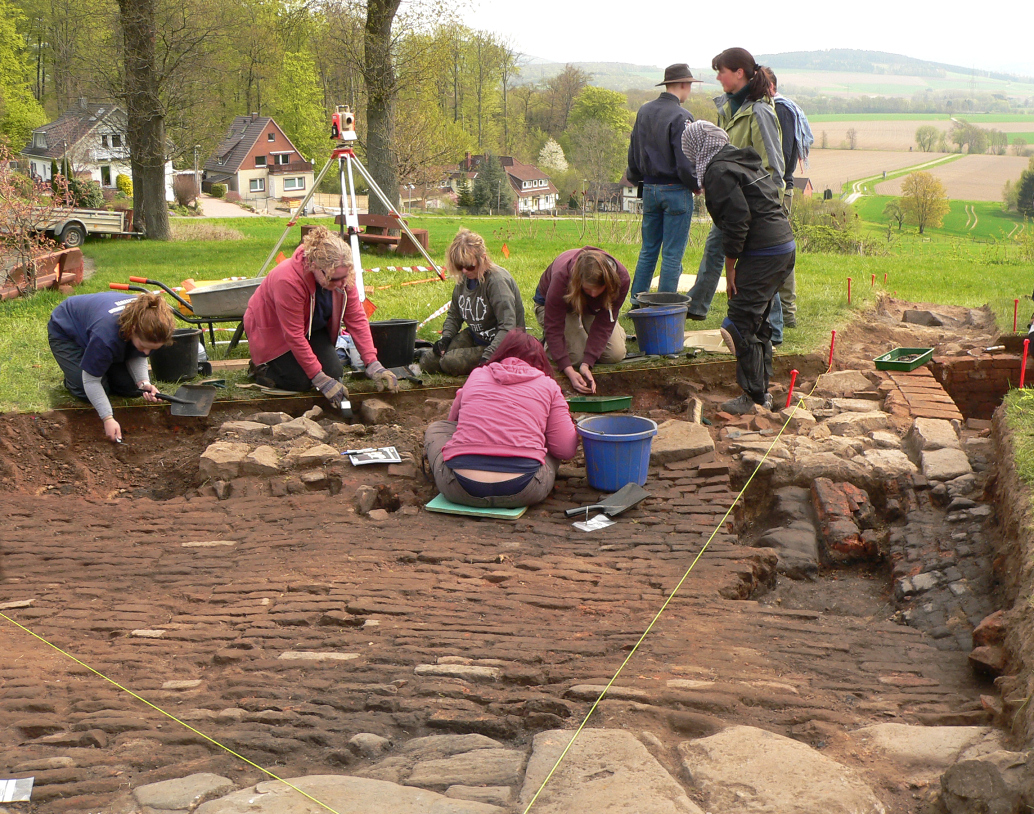
Untersuchung heller Bruchsteine, mögliches Material eines Glashüttenturms
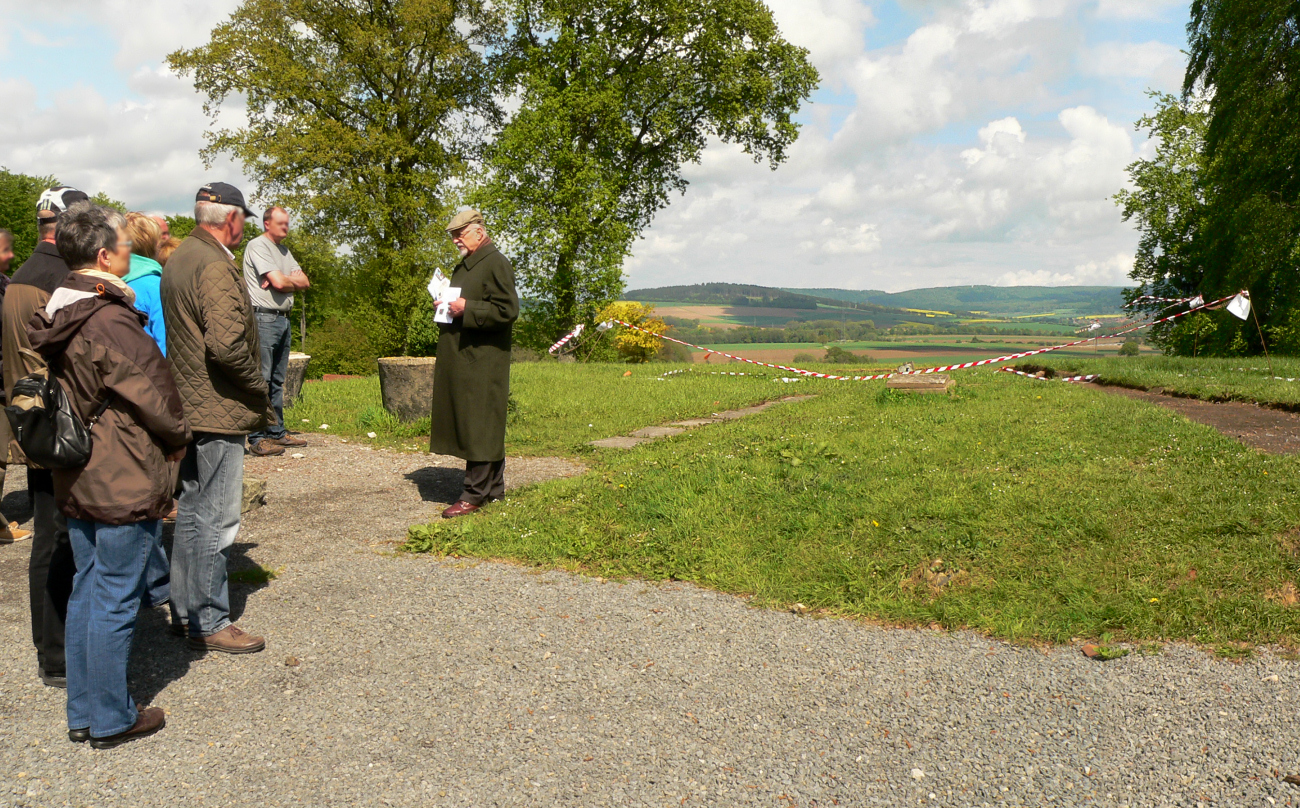
Grabungsführung durch Hermann Wessling vom Verein Forum Glas am Internationalen Museumstag 2013

### Ausgrabung 2014

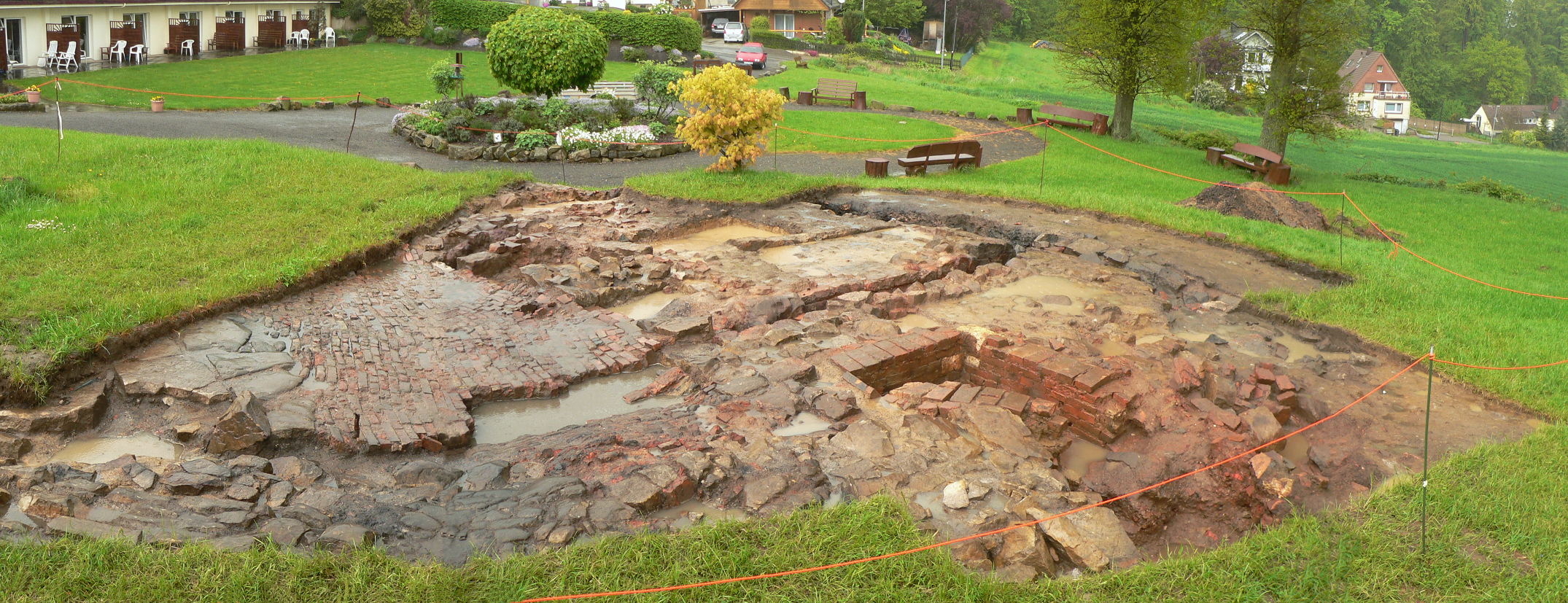
Ausgrabungsfläche, 2014

Da die Ende 2013 vorliegenden Grabungsergebnisse laut dem Archäologen Roland Wessling eine weitere Grabungsphase rechtfertigen, wurde diese für 2014 vorgesehen und war als einwöchige Grabung finanziell abgesichert. Laut den Planungen sollte insgesamt etwa ein Drittel der Glashütte freigelegt werden. Die Bingo-Umweltstiftung hat für weitere Untersuchungen bis zu 50.000 Euro in Aussicht gestellt. An der fünftägigen Grabung um Ostern 2014 waren wiederum 13 Studenten der Universität Cranfield
und erstmals Angehörige einer Jugendbauhütte aus Stade beteiligt. Die Grabungsfläche des Vorjahres wurde erweitert und nach Abschluss wieder verfüllt.

### Ausgrabung 2015
Im August 2015 kam es auf dem früheren Glashüttengelände zu einer weiteren einwöchigen Ausgrabung, die von einem achtköpfigen Grabungsteam der Universität Cranfield unter der Leitung des Dozenten Roland Wessling durchgeführt wurde. Gegenüber den zurückliegenden geophysikalischen Prospektionen und den Grabungen an der Oberfläche ging die Grabung im Jahr 2015 in die Tiefe, unter anderem um Ein- und Ausgänge der Anlage zu finden. Von der Ausgrabungsstelle wurde eine 3D-Darstellung angefertigt, die ein halbkreisförmiges Mauerwerk zeigt. Unmittelbar nach der Grabung fand im August 2015 in Klein Süntel ein internationales glasarchäologisches Symposium mit Historikern und Glasexperten statt, darunter die Archäologen Hans-Georg Stephan und Peter Steppuhn. In einer Abschlusserklärung empfahlen die Wissenschaftler die Fortsetzung der Ausgrabungen, da die ehemaligen Glashütte aus Sicht der Industrie-Archäologie und der Regionalgeschichte im Weserbergland sowie für touristische Zwecke bedeutsam sei.

### Ausgrabung 2016

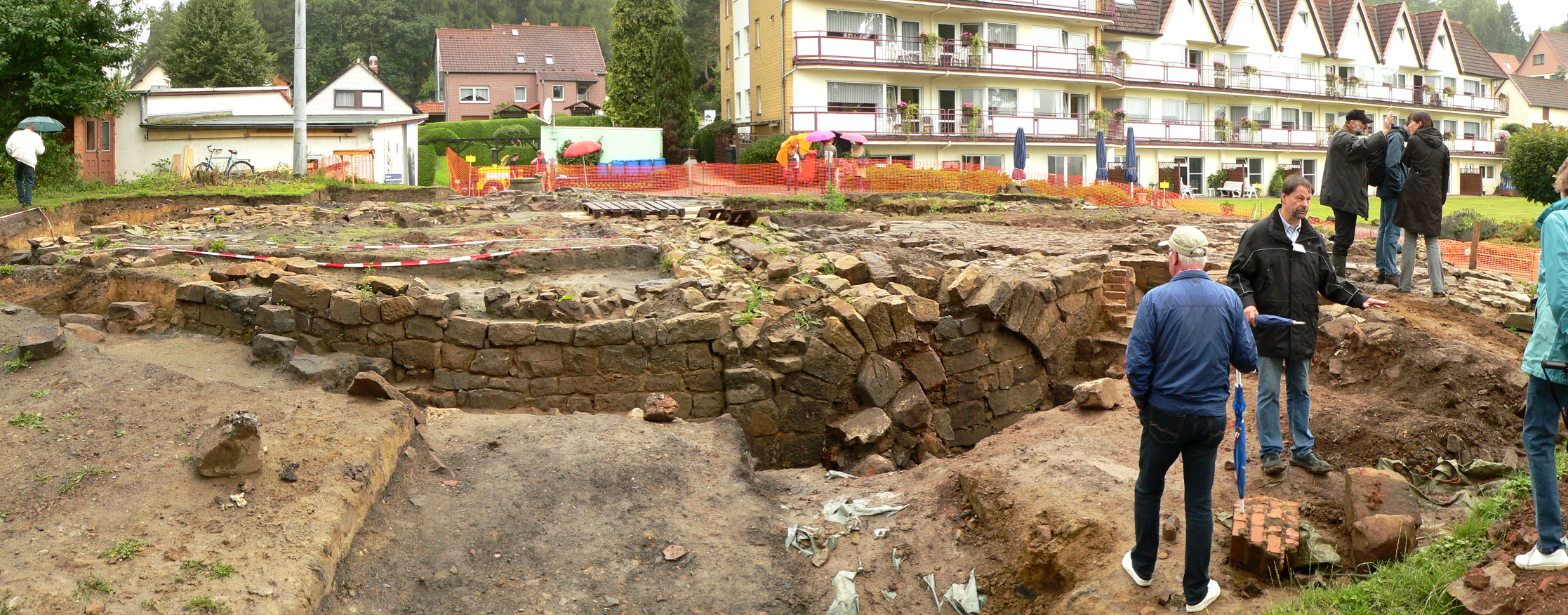
Führung durch den Archäologen Peter Steppuhn

2016 gab das Forum Glas, das die Erforschung der Glashütte seit dem Jahr 2011 betreibt, weitere archäologische Untersuchungen bekannt. Die Entscheidung beruhte auf einer Förderzusage der Niedersächsischen Bingo-Umweltstiftung im Jahre 2015 in Höhe von 30.000 Euro und einer Förderung durch die Deutsche Stiftung Denkmalschutz mit 60.000 Euro. Das Interesse der Denkmalschutzstiftung bestand in der Erforschung des wahrscheinlichen Glashüttenturms in Klein Süntel, dessen Fundament im Boden vermutet wurde. Die mehrmonatigen Ausgrabungen im Jahr 2016 begannen im Mai und hielten bis Oktober an. Sie wurden von freiwilligen Helfern und ABM-Kräften unter Leitung des auf Glas spezialisierten Archäologen Peter Steppuhn durchgeführt. Bei den Ausgrabungen wurden fast 100 Kisten mit Fundstücken, unter anderem seltene Scherben mit Prägung, geborgen. Dazu wurden 400 Tonnen Erd- und Steinmaterial bewegt, das nach Abschluss der Maßnahmen entsorgt wurde.

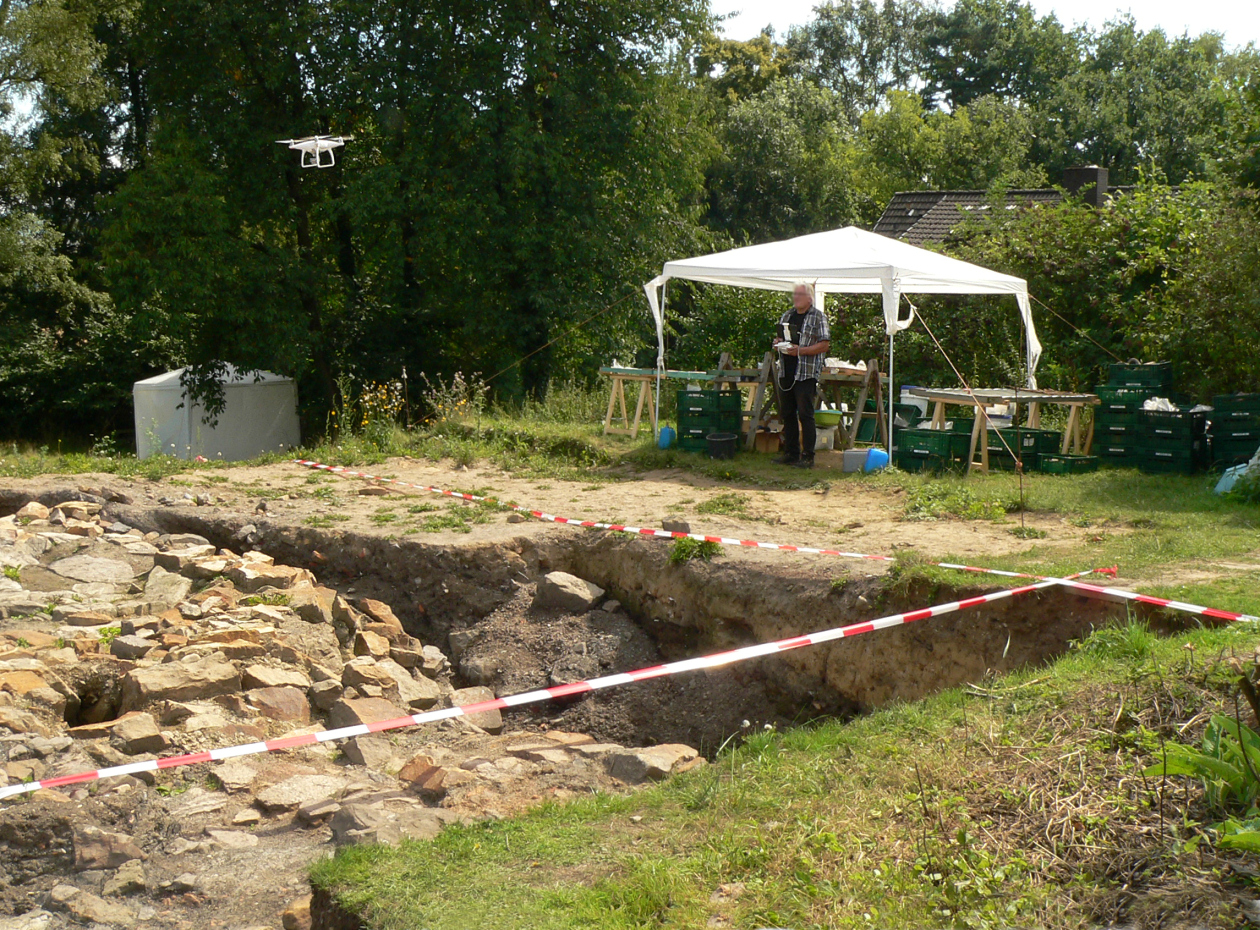
Einsatz eines Quadrocopters zur Aufnahme von Luftbildern

Im Gegensatz zu den kleinflächigen Freilegungen der Vorjahre wurde bei der Grabung 2016 der Glashüttenbereich großflächig und stellenweise tiefgründig freigelegt. Sie ergab, dass das Gelände durch Bodenabtrag und Bodenumtrag in früheren Zeiten vielfach gestört ist. Es fanden sich vier unterirdische Schürkanäle für die Luftzufuhr des Schmelzofens. Beim Freilegen eines Schürkanals wurden in der Verfüllung große Mengen von Glasscherben aus dem Glasgewinnungsprozess gefunden. Darüber hinaus wurden Bruchstücke von Hafenöfen gefunden. Der vermutete Glashüttenturm in Klein Süntel wurde offenbar wie der Rauchgaskegel der Glashütte Steinkrug aus Sandstein erbaut. Die bei der Ausgrabung freigelegten Fundamentmauern lassen auf einen Turmdurchmesser von fast 20 Meter schließen. Kritische Stimmen bezweifeln das frühere Vorhandensein eines Glashüttenturms. In Fachkreisen wird auch die Möglichkeit eines hölzernen Glashüttenturms diskutiert. Luftbildarchäologische Aufnahmen durch das Niedersächsische Landesamt für Denkmalpflege mittels eines Quadrocopters zeigen den kreisrunden Aufbau der etwa 400 m² großen Anlage.
Fundstücke der Ausgrabung

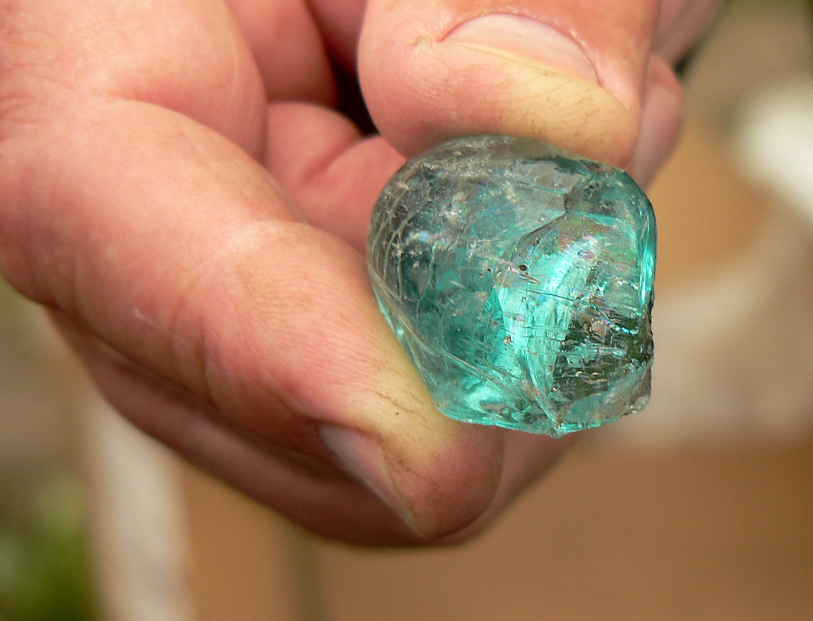
Gefundenes türkisfarbiges Glas als Produktionsabfall
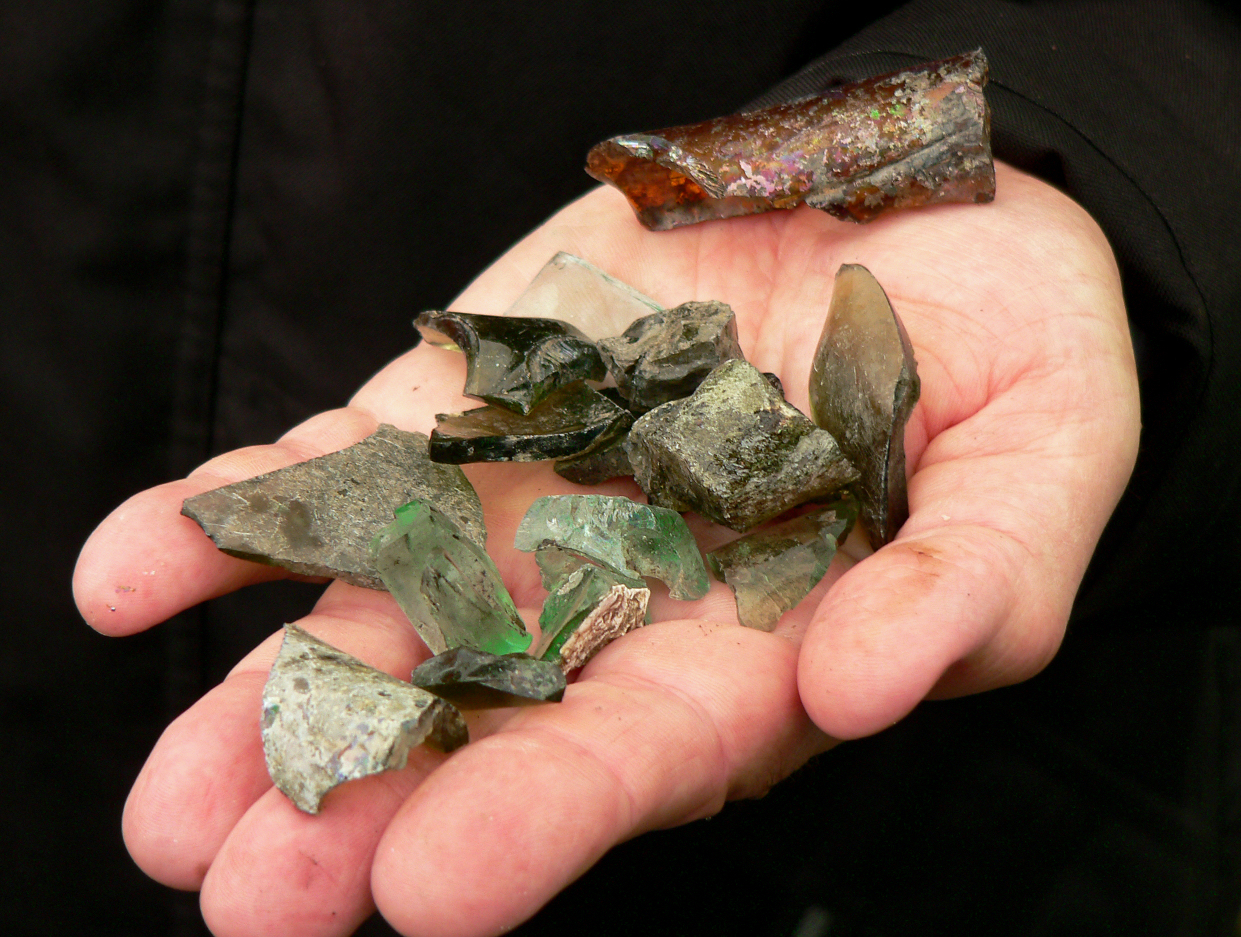
Kleinglasfunde
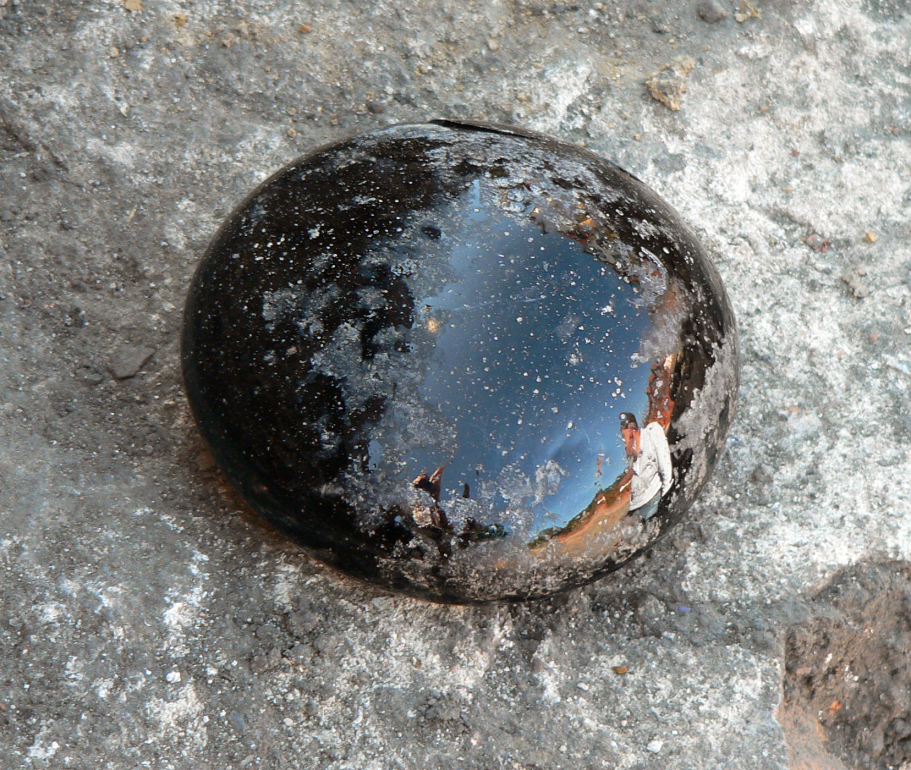
Glättglas
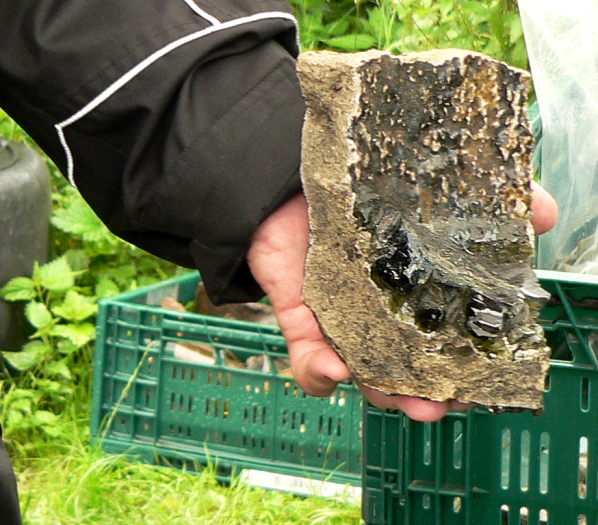
Fragment eines Glashafens mit Glasschmelze
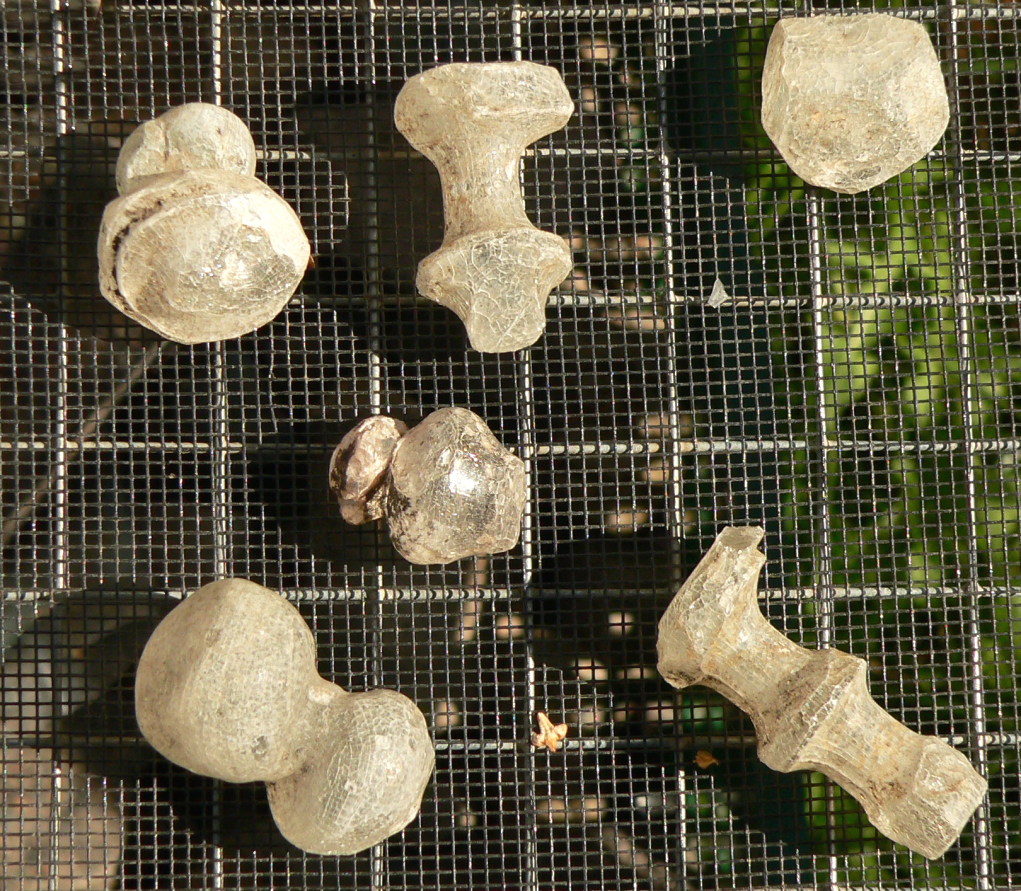
Deckelknäufe und Stiele von Kelchgläsern
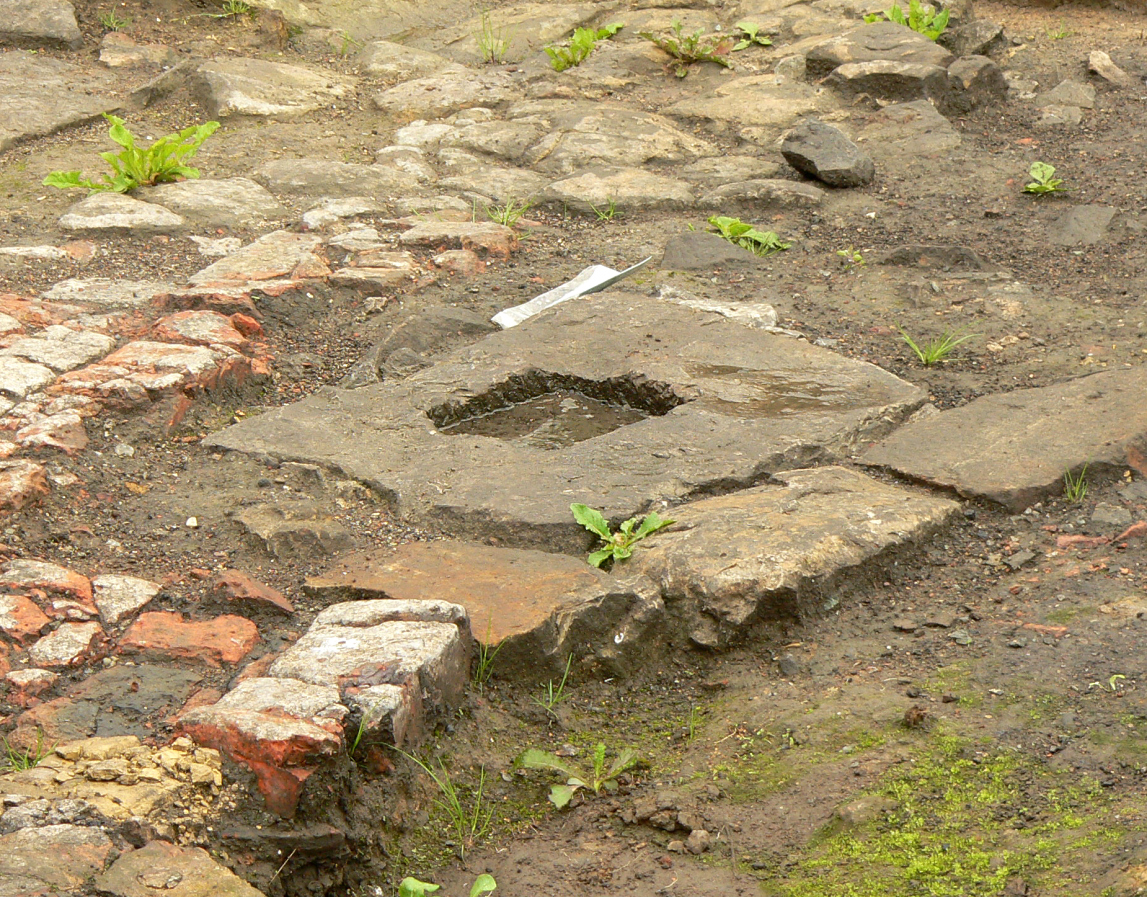
Bearbeiteter Fundamentstein für eine Holzkonstruktion innerhalb des Rauchgaskegels

### Ausgrabung 2020
Im Jahr 2020 wurden die glasarchäologischen Ausgrabungen fortgesetzt, für die die Deutsche Stiftung Denkmalschutz und die Niedersächsische Sparkassenstiftung 41.000 Euro zur Verfügung stellten. Die Untersuchungen erfolgten durch drei Grabungsschnitte am Südost-Ende der Glashüttenbauten im Bereich der ehemaligen Abraumhalden. In den Bodenprofilen fanden sich schwarze Ascheschichten mit Steinkohleresten, Ziegelschutt und Glasreste, darunter Flaschensiegel von Pyrmonter Stahlwasser. Lehmig-gelbe Bodenschichten, in denen sich Scherben von Schmelzhäfen fanden, wiesen auf das frühere Bestehen von Aufbauten aus Lehm hin. Die Scherben lieferten Erkenntnisse zur Größe der Schmelztiegel. Bei der Ausgrabung wurde Belege dafür gefunden, das in der Glashütte Gefäße für den medizinischen Bedarf und für Apotheker und in kleinerem Umfang farblose Trinkgläser für den Haushalt produziert wurden. An der dreiwöchigen Ausgrabung waren Ausgräber und Laien beteiligt.

### Teilrekonstruktion ab 2020

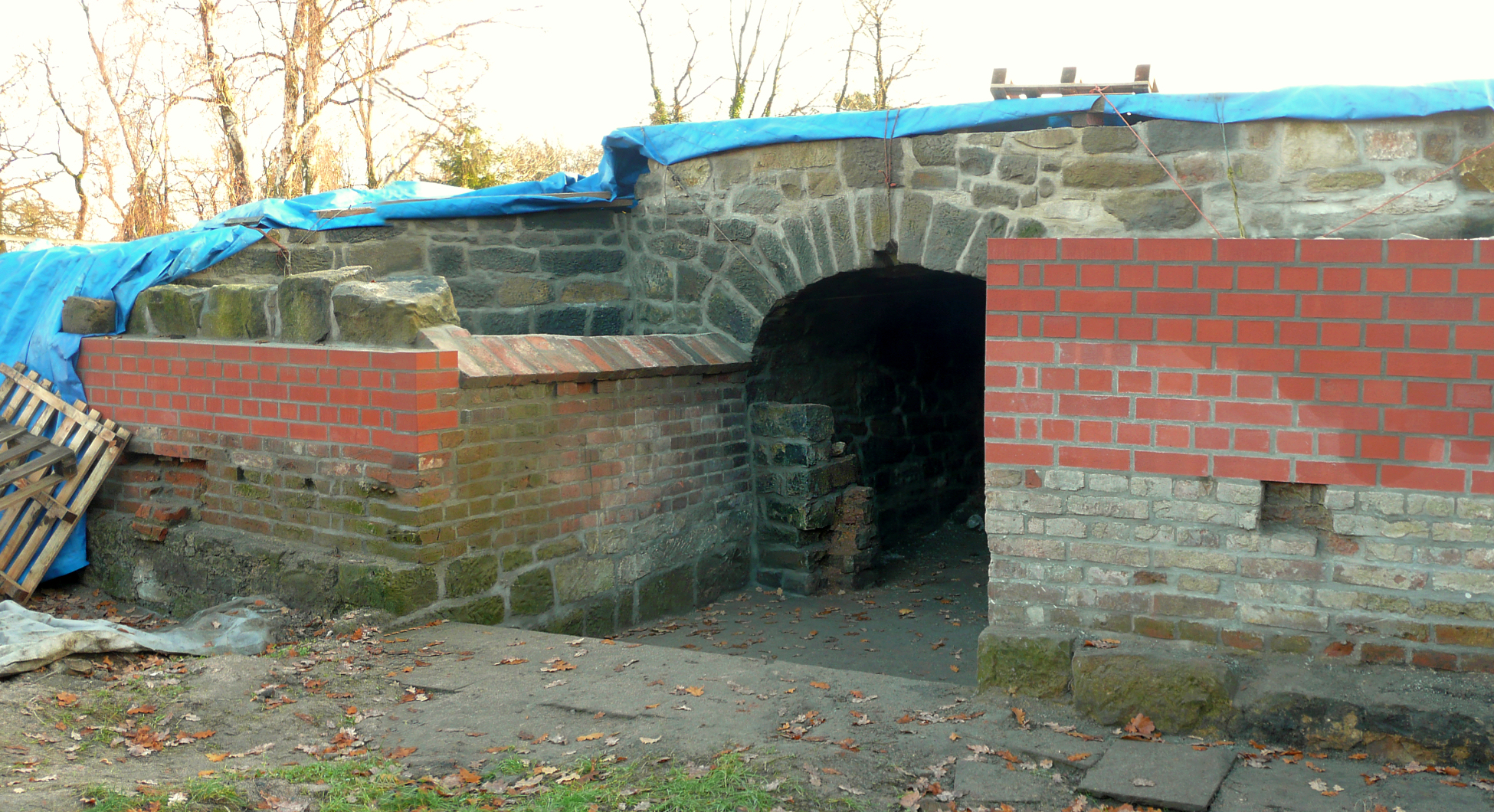
Teil-Rekonstruktion des Zugangs zum unterirdischen Schürkanal, 2020

Der Ausgrabung von 2020 schlossen sich Sicherungsmaßnahmen zum Schutz der historischen Bausubstanz an. Dabei wurden die freigelegten Fundamente witterungsfest gemacht und mit neuen Steinen aufgemauert, die zur Unterscheidung vom alten Mauerwerk farblich unterschiedlich sind. Es handelt sich um eine Teilrekonstruktion des Zugangs zum unterirdischen Schürkanal und des kreisrunden Fundaments des möglichen Rauchgaskegels. Die Wiederherstellungsmaßnahme wurde von einem Architekten in Absprache mit dem Niedersächsischen Landesamt für Denkmalpflege geplant und begleitet. 2021 wurde die historische Mauer des Bauwerks um einen halben Meter erhöht, so dass der frühere Ring wieder entstand und einen Eindruck vom Aufbau der Glashütte ermöglicht. Der Mauerring wurde mit einem begehbare Plateau versehen. Bis 2024 waren die originalen Fundamente darunter mit Sand überdeckt und dadurch dauerhaft gesichert worden.

## Bedeutung
Nach der Grabung im Jahre 2013 behielt sich der Verein Forum Glas nach Auswertung der Ausgrabungsergebnisse und in Abstimmung mit Fachbehörden sowie Archäologen vor, über das weitere Vorgehen zu entscheiden. Eine umfangreichere Ausgrabung der Anlage wurde in Betracht gezogen, falls ihr historisch eine besondere oder überregionale Bedeutung zukommen sollte. Die besondere Bedeutung ergibt sich auch aus der Frage, ob es sich bei der Anlage in Klein Süntel um eine der ersten Glashütten handelte, die schon Anfang des 17. Jahrhunderts Steinkohle statt Holz als Energieträger einsetzte. Dies war eine aus Großbritannien eingeführte, verbrennungstechnisch effizientere Technologie. Sie war zu dieser Zeit noch problematisch wegen des erhöhten Bedarfs an Luftzufuhr. Als erste mit Steinkohle betriebene Glashütte östlich des Rheins galt bisher die 1701 in unmittelbarer Nähe gegründete Glashütte Osterwald, die Lauensteiner Glas herstellte.
Die Glashütte Klein Süntel, die wahrscheinlich einen Glashüttenturm besaß, stellt laut dem Archäologen Peter Steppuhn in der Glasregion Weserbergland ein wichtiges Kulturdenkmal der Glaserzeugung im 18. und 19. Jahrhundert dar. Von derartigen Anlagen mit einem Rauchgaskegel sind weltweit nur sieben erhalten; in Deutschland die Türme der etwa 15 km von Klein Süntel entfernten Glashütte Steinkrug und der Glashütte Gernheim an der Weser. Der Hütte komme daher überregionale Bedeutung zu. Der Holzmindener Kreisarchäologe Christian Leiber, der mehrere Glashütten (Glasmanufaktur Holzen, Waldglashütte unter dem Hilsborn) ausgegraben hat, stuft die Glashütte Klein Süntel als „ein außergewöhnliches, einmaliges Kulturdenkmal“ ein. Bei keiner anderen Glashütte dieses Typs in Deutschland gebe es die Möglichkeit der archäologischen Erforschung frühindustrieller Glasherstellung.
Laut dem Bezirksarchäologen des NLD Friedrich-Wilhelm Wulf kann durch die Ausgrabung der Glashütte die Industriegeschichte der Glasherstellung anschaulich dokumentiert werden. Der niedersächsische Landesarchäologe Henning Haßmann misst den Untersuchungen wegen ihres schlüssigen Konzeptes eine hohe Bedeutung zu.

## Präsentation

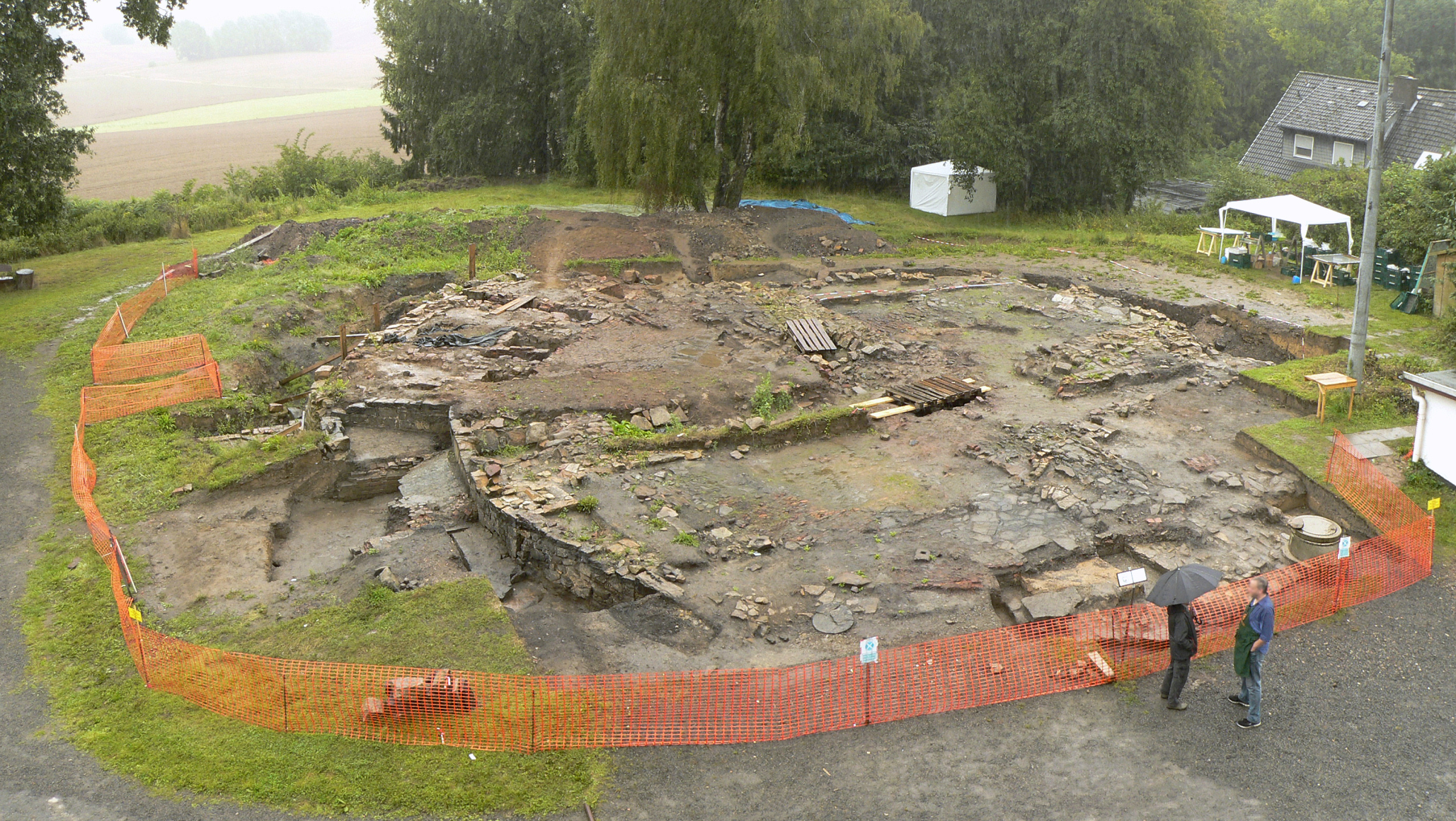
Blick auf die Ausgrabungsfläche, 2016

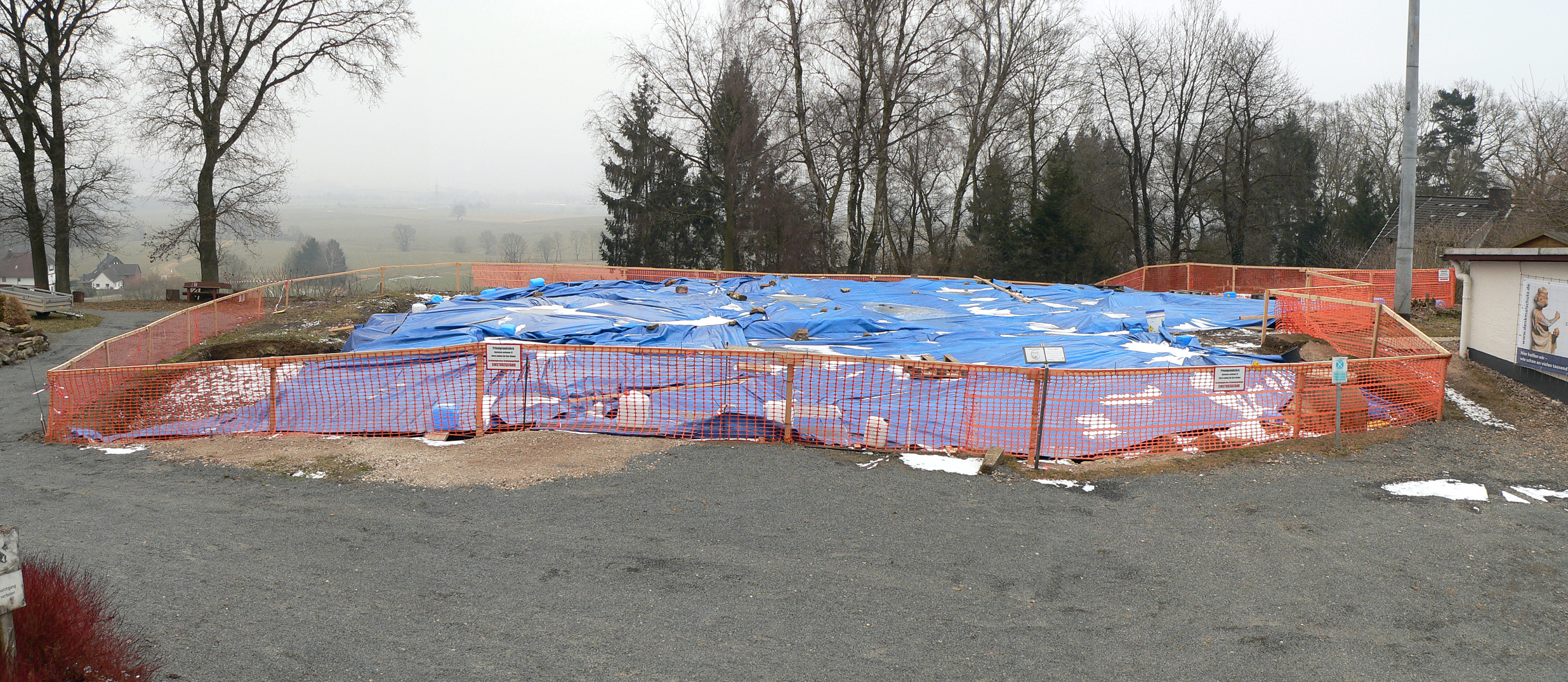
Dauerabdeckung der Ausgrabungsfläche mit Plane gegen Witterungseinflüsse, 2017

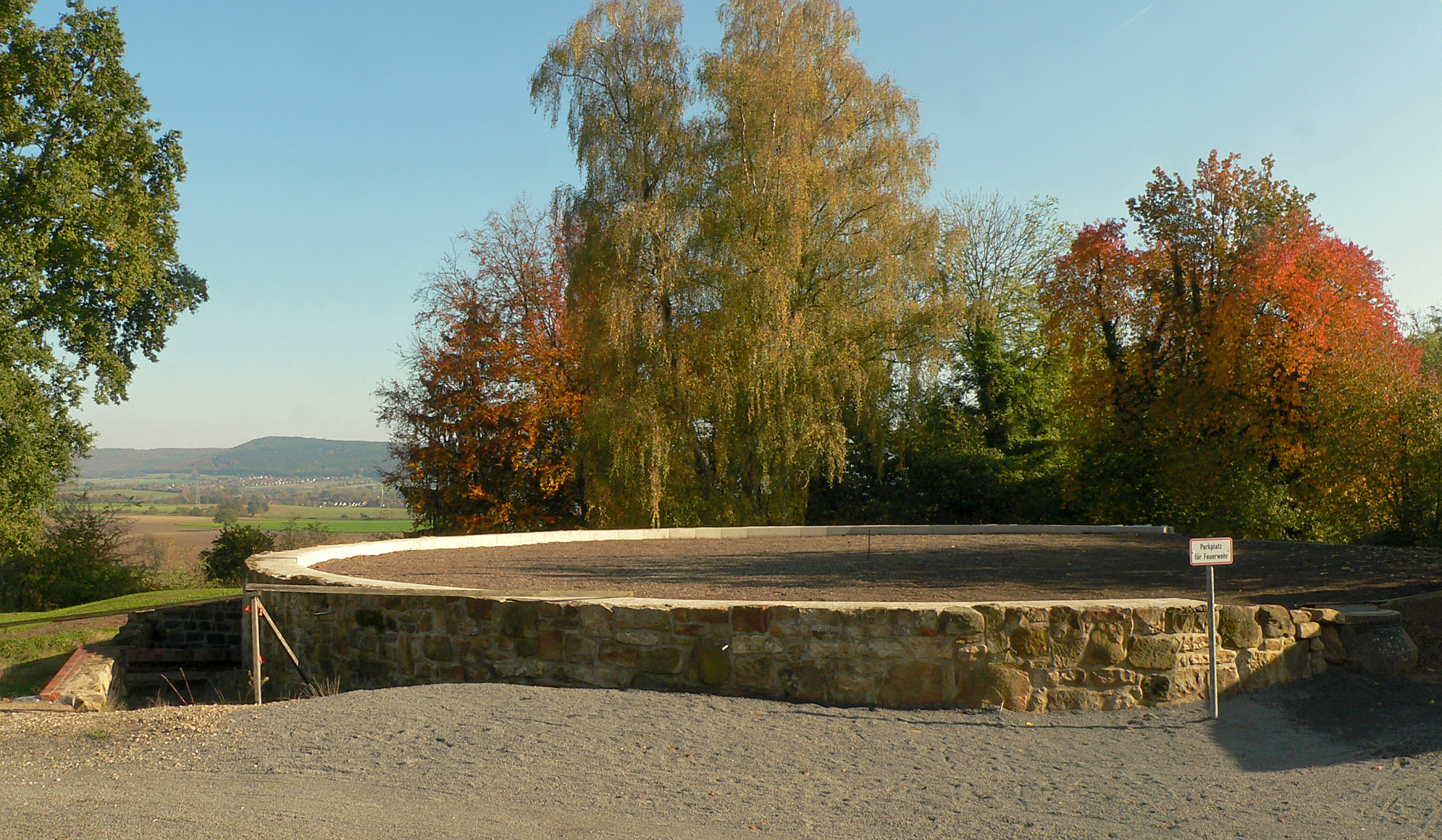
Rekonstruktion des kreisrunden Fundaments und dauerhafte Sicherung durch Granulatabdeckung, 2024

Bereits seit 2010 befindet sich vor der Seniorenresidenz auf dem früheren Glashüttengelände eine Glasstele als Informationstafel zur Geschichte der Glashütte.
Die archäologischen Untersuchungen mit der weitgehenden Freilegung der Glashütte endeten im Herbst 2016 vorläufig. Anschließend folgte die Aufbereitung und Auswertung der Funde und Befunde durch den Ausgrabungsleiter Peter Steppuhn. Nach seinem Tod im Jahr 2018 wird die Fundauswertung vom Archäologen Christian Leiber und vom Historiker Klaus Vohn-Fortagne fortgesetzt.
2017 stellten die beim Flecken Coppenbrügge angesiedelte LEADER-Region Östliches Weserbergland und die Deutsche Stiftung Denkmalschutz für die Fortführung des Projektes Glashütte Klein Süntel Fördergelder in Höhe von 116.000 Euro zur Verfügung.
Zu einem noch nicht näher bekannten Zeitpunkt ist geplant, die Ausgrabungsstätte als touristischen Anlaufpunkt zu nutzen, um die industrielle Geschichte der Region öffentlich darzustellen. Es gibt Überlegungen, den 2011 entdeckten unterirdischen Schürgang öffentlich zu präsentieren oder zugänglich zu machen. Ebenso wird ein gläsernes Dach über der Ausgrabungsstelle erwogen, dass der Form eines Glashüttenturms nachempfunden ist. Es bestehen Überlegungen zur Einrichtung eines Glas-Erlebnis-Zentrums an der Fundstelle erwogen, in dem die frühere Glashütte mit musealen und multimedialen Mitteln sichtbar wird. Dazu ließ der Verein Forum Glas in einem bundesweiten Ideenwettbewerb im Jahr 2017 die betriebswirtschaftlichen und touristischen Aspekte in einer Machbarkeitsstudie prüfen. Vier Agenturen reichten in dem „Ideenwettbewerb zur Gestaltung der Grabungsfläche Klein Süntel“ Vorschläge ein, über die eine siebenköpfige Jury unter Vorsitz des niedersächsischen Landesarchäologen Henning Haßmann entschied. 2019 sprach sich der Verein Forum Glas für eine kostengünstige Lösung als dauerhafte Präsentation der ausgegrabenen Glashütte, die auf dem Areal durch beschriftete Tafeln erfolgen soll.
Die Reste, die über Jahre zum Witterungsschutz mit Plane abgedeckt waren, sollen als Bodendenkmal dauerhaft der Öffentlichkeit präsentiert werden. Dafür stellten Sponsoren 30.000 Euro zur Verfügung.

### Fundausstellung
Die Ergebnisse der ersten Ausgrabungen an der Glashütte Klein Süntel wurden von April bis Juni 2017 im Heimatmuseum im Wettbergschen Adelshof in Bad Münder in einer Sonderausstellung mit dem Titel „Auf Schatzsuche in Klein Süntel“ gezeigt. Sie umfasste 200 Exponate. Die Bedeutung der Ausgrabungen an der Klein Sünteler Glashütte sah der Grabungsleiter Peter Steppuhn darin, dass die im 18. und 19. Jahrhundert aus Großbritannien importierte Technologie der Glashüttentürme nur an drei Standorten in Deutschland museal präsentiert wird.
Produkte und Fundstücke in der musealen Präsentation

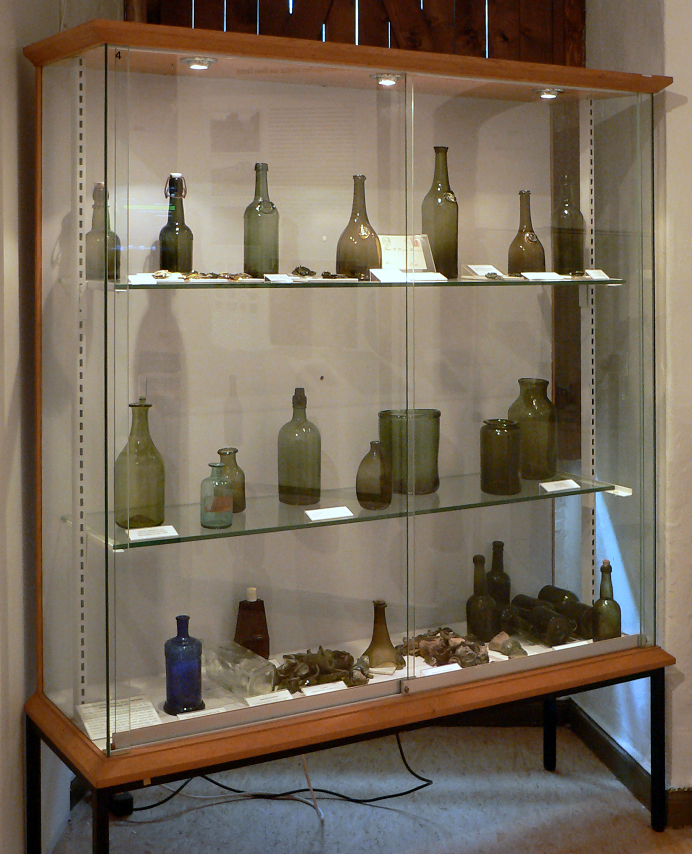
Flaschen aus grünem Glas, überwiegend Produkte der Glashütte Klein Süntel
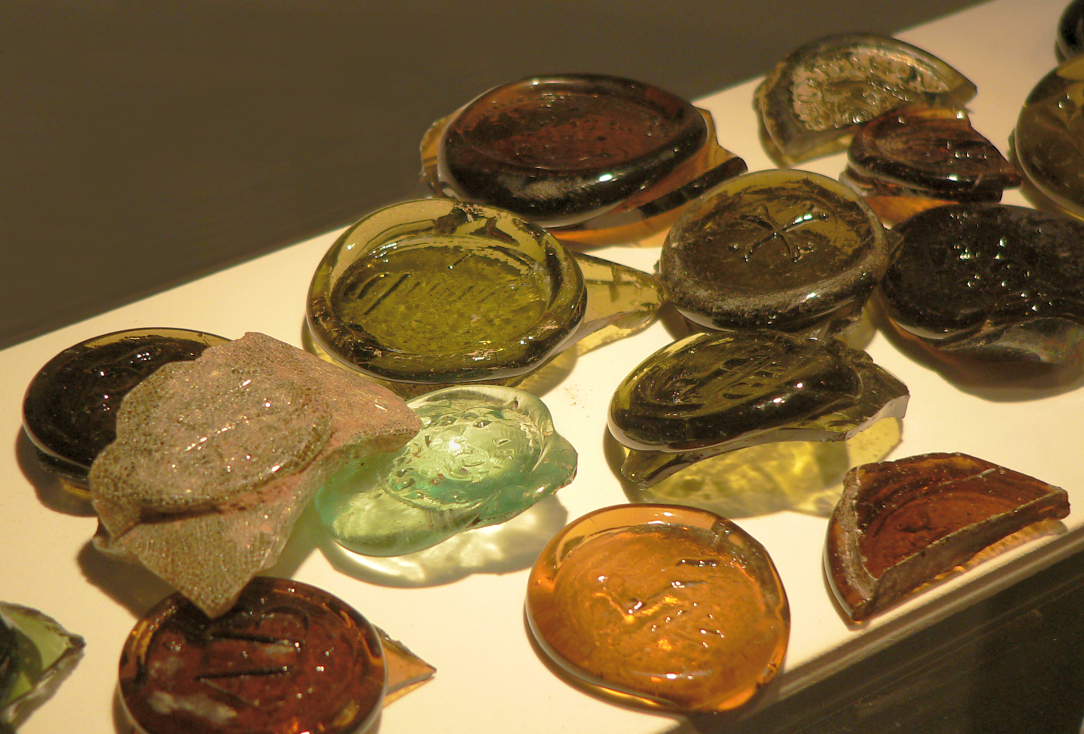
Bei den Ausgrabungen gefundene Glassiegel von Flaschen
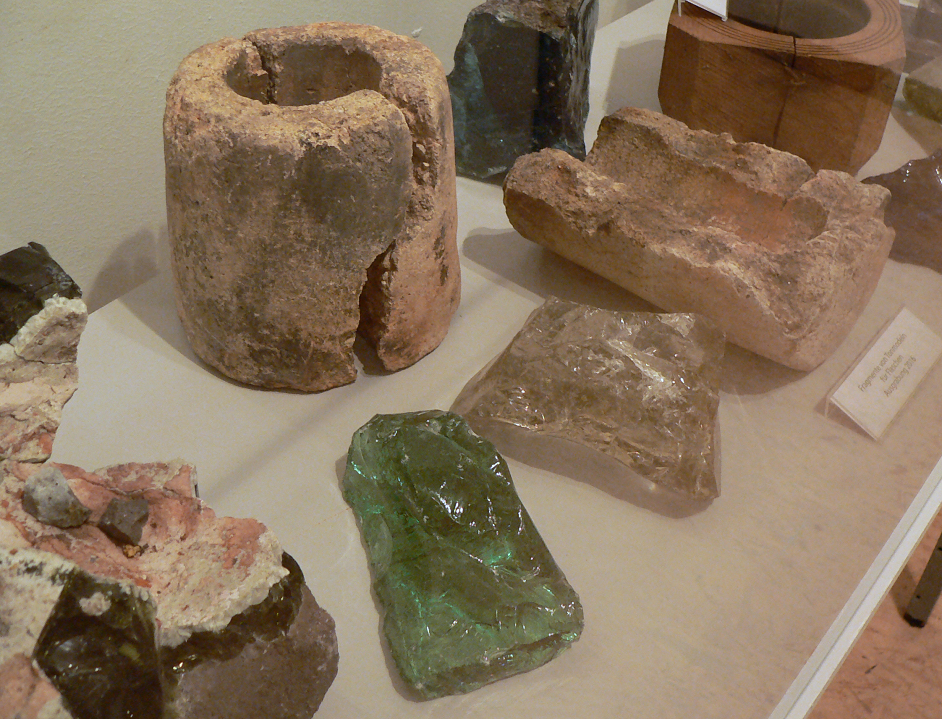
Fundstücke der Ausgrabungen, wie Fragment eines Glashafens, Tonmodeln für Flaschen und Glasmasse